# Crenoicus shephardi
Crenoicus shephardi är en kräftdjursart som beskrevs av Sayce 1900. Crenoicus shephardi ingår i släktet Crenoicus och familjen Phreatoicidae. Inga underarter finns listade i Catalogue of Life.